# Ekorrkorn
Ekorrkorn (Hordeum jubatum), norska: silkebygg, är ett ettårigt 15-40 cm högt axgräs som blommar under juni-augusti och förekommer upp till Jämtland-Ångermanland i Sverige och till Tröndelag i Norge. Avseende fynden i Ångermanland angavs det år 1990, att det var osäkert om stånden var bestående.

## Karaktäristika
Ekorrkorn växer i tuvor men förekommer även som enstaka smala strån. Bladen är 2-5 mm breda och på undersidan ludna samt utan bladöron. Axet är 3-8 cm långt, inledningsvis gulgrönt och senare rödtonat och lutar vanligtvis med parallella borst. Efter kort tid börjar borsten spreta och axet får snart ett yvigt utseende påminnande om en liten flaskborste. Sidoblommornas skärmfjäll är borstlika 3-8 cm långa och mittblommornas är likaså borstlika och 2-6 cm långa. Ytteragnarna är 6-8 mm långa med 5-10 cm långa borst. Kromosomtal: 2n=28

### Växtplats
Ekorrkorn beskrivs som ganska sällsynt i Skandinavien och dess naturliga förekomst är Nordamerika. Det har införts till Skandinavien dels som prydnadsväxt, men sannolikt framför allt som spill i importvaror, vilket avspeglas av förekomsten på ruderatmark, avfallsplatser, bangårdar, vägkanter, hamnar och på stränder.